# جمعية نوبل في معهد كارولينسكا

شعار جمعية نوبل في معهد كارولينسكا.

جمعية نوبل في معهد كارولينسكا هي هيئة في معهد كارولنسكا تمنح جائزة نوبل في الطب. يقع مقرها الرئيسي في منتدى نوبل في الحرم الجامعي للمعهد. تتكون الجمعية من خمسين بروفيسور في الأقسام الطبية مرشحين من قبل أعضاء هيئة التدريس. الجمعية هي منظمة خاصة لا تتبع معهد كارولينسكا. تتم عميلة الترشيح النهائية من قبل 5 أشخاص أما اختيار الفائز النهائي فيكون من قبل الجمعية.

## خلفية
في وقت مبكر من تاريخ الجائزة التي منحت لأول مرة عام 1901. تقرر الفائزون بالجائزة بترشيح من جميع أعضاء هيئة التدريس. كان السبب في إنشاء الجمعية هو أن معهد كارولينسكا هو معهد حكومي تديره الدولة وهذا يعني أنه سيخضع للقوانين التي ستفرضها الدولة. وبإنشاء معهد مستقل ستتبع الجائزة الأنظمة التي وضعتها مؤسسة نوبل. بما في ذلك الحفاظ على سرية المعلومات لخمسين عامًا على الأقل.